# Estación de Mérida Teya
Mérida Teya o simplemente Teya, es una estación de ferrocarril en Kanasín, Yucatán. La ruta del Tren Maya incluye un tramo 3 de 159 km que se extiende desde Calkiní a Izamal, y este tramo incluye esta estación en las cercanías de Mérida. En su segunda fase de operación conecta con todas las estaciones desde Palenque hasta  Cancún. 
La estación tiene conexión con el Ie-Tram, el cual se inauguró a la par con la estación el 15 de diciembre de 2023.

## Historia

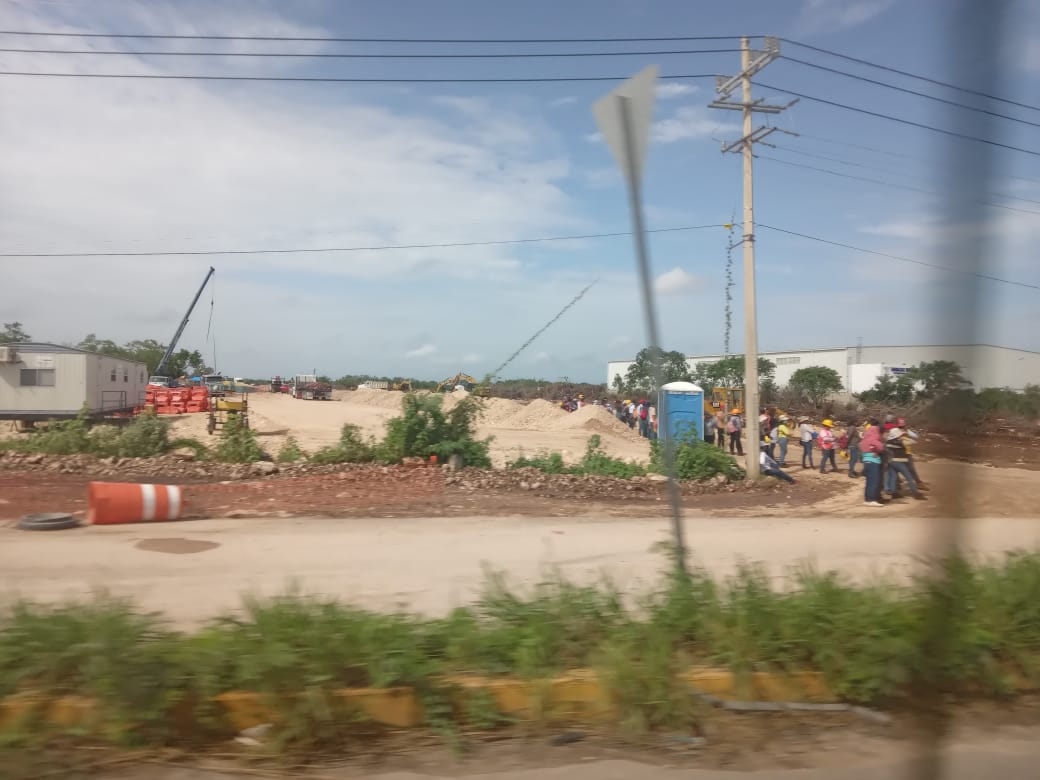
Construcción de la estación en 2022.

Siendo candidato Andrés Manuel López Obrador, anunció en su campaña presidencial del 2018 el proyecto del Tren Maya. El 13 de agosto de 2018 anunció el trazo completo. El recorrido de la nueva ruta del Tren Maya puso a la estación de Mérida Teya en la ruta que conectaría con Calkiní, Campeche e Izamal.
En 2021, el Fondo Nacional de Fomento al Turismo (Fonatur) anunció que el proyecto de la estación seria cambiado de ubicación. Por lo que no se hizo la construcción en los antiguos terrenos de la estación central de Mérida, sino se ubicó en la zona de Teya, cerca de Kanasín. La estación se comenzó a construir en octubre de 2022. La estación cuenta con un edificio principal el cual tiene una plaza, una zona de jardín y área de oficinas administrativa y operativa.
Actualmente, la estación en Mérida Teya se encuentra abierta y recibe a viajeros locales, nacionales e internacionales.

## Características
Sus instalaciones constan con un edificio principal con plaza, zona de jardín, área operativa, estacionamiento, elevadores, escaleras eléctricas y cuatro andenes. La estación se espera que sea de una alta demanda turística y contará con cinco vías y cuatro andenes.